# Physcius subdepressus
Physcius subdepressus is een keversoort uit de familie Mycteridae. De wetenschappelijke naam van de soort is voor het eerst geldig gepubliceerd in 1906 door Pic.